# 皇家聖特賴登足球會
皇家聖特賴登足球會（荷蘭語：Sint-Truidense V.V.）是比利時的足球俱樂部，在歷史上兩次獲得過比利時盃的錦標。

## 歷史
2017年6月，日本電子商務網站DMM.com購買了皇家聖特賴登最初20%的股份後，成為商業夥伴。後於11月15日完全收購最後80%股份，成為擁有者。

## 榮譽
- 比利時足球甲級聯賽:
  - 亞軍 (1)： 1965–66
- 比利時足球乙級聯賽:
  - 冠軍 (4)： 1986–87、1993–94、2008–09、2014–15
- 比利時盃:
  - 亞軍 (2)： 1970–71、2002–03
- 比利時聯賽盃:
  - 冠軍 (1)： 1997–98

## 著名球員
- 香川真司
- 林大地
- 原大智
- 遠藤航

## 外部連結
- （荷兰文） Official website （页面存档备份，存于）
- （英文） UEFA page （页面存档备份，存于）